# 謝徴
謝 徴（しゃ ちょう、500年 - 536年）は、南朝梁の官僚・文人。字は玄度。本貫は陳郡陽夏県。謝微（しゃ び）ともいう。

## 経歴
謝璟の子として生まれた。幼くして聡明で、謝璟は「この児は非常の大器であって、心配なのは寿命が長いかどうかだ。もし天がその年を貸し与えたなら、わたしは恨むことはない」と親しい人に吹聴していた。謝徴が成長すると、風采が美しく、学問を好んで文章を得意とした。安成王蕭秀の下で安西法曹参軍を初任とし、尚書金部の三公二曹郎を歴任した。豫章王蕭綜の下で記室をつとめ、中書舎人を兼ねた。舎人のまま平北諮議参軍に転じ、鴻臚卿を兼ねた。
謝徴は裴子野や劉顕と仲が良く、裴子野が「寒夜直宿賦」を作って謝徴に贈ると、謝徴は「感友賦」を作ってこれに答えた。中山王元略が北魏に帰国するにあたり、武帝が武徳殿で送別の宴を催すと、謝徴は30韻の詩を2刻で作りあげ、その言葉が美しかったことから、武帝が再覧に付した。また臨汝侯蕭淵猷のために「放生文」を作り、当時に賞賛された。
中大通元年（529年）、父が死去したため職を辞して喪に服した。続いて母も亡くなった。武帝は謝徴を貞威将軍として起用し、もとの職務を見させた。喪が明けると、尚書左丞に任じられた。中大通3年（531年）、昭明太子蕭統が死去すると、武帝は晋安王蕭綱を皇太子に立てようと、謝徴と何敬容・孔休源の3人を召し出して相談した。謝徴は年齢が若く官位も低かったが、このように武帝の信任は厚かった。中大通4年（532年）、鴻臚卿・中書舎人のまま中書郎に転じた。中大通6年（534年）、豫章王蕭歓の下で北中郎長史となり、南蘭陵郡太守を兼ねた。大同2年（536年）、在官のまま死去した。享年は37。友人の王籍が謝徴の文章を集めて、文集20巻にまとめた。

## 伝記資料
- 『梁書』巻50 列伝第44
- 『南史』巻19 列伝第9